# サウス・スプリングヴェイルSC
サウス・スプリングヴェイル・サッカー・クラブ (South Springvale Soccer Club) は、オーストラリアのヴィクトリア州メルボルンのスプリングヴェイルに本拠地を置くプロサッカークラブである。このクラブは1968年に地元のギリシャ系オーストラリア人が中心となり「サンダウン・ダイナモ」として設立した。現在はヴィクトリア州リーグ1部に所属。ワーナー保護区をホームグラウンドとする。
サウス・スプリングヴェイルSCは2014年FFAカップでベスト16まで進み、全国的な知名度を獲得した。

## 歴史
サウス・スプリングヴェイルSCは、1960年代の初めから半ばかけてオーストラリアに移住したギリシャ系の移民によって、1968年に設立された。クラブは当初「サンダウン・ダイナモ」という名前で発足し、主にスプリングヴェイル高校の施設を使って活動した。その後サンダウン・ダイナモは12年間にわたってヴィクトリア州アマチュアリーグに所属。
1980年、クラブはホームグラウンドをワーナー保護地に移し、名称を「サウス・スプリングヴェイル・サッカー・クラブ」に変更した。クラブは1980年代から1990年代にかけて急速に実力を伸ばし、1985年にヴィクトリア州地域リーグに加入。1990年に地域リーグ2部優勝、1991年に地域リーグ1部優勝し、翌1992年からはヴィクトリア州リーグに昇格した。
1994年、州リーグの各ディビジョン上位チームで争われるヴィクトリア州リーグ選手権カップで優勝を果たした。
2000年、ヴィクトリア州リーグ2部に昇格。2014年からはヴィクトリア州リーグ1部の南東ブロックに参加。
2014年、サウス・スプリングヴェイルSCはカップ戦で大躍進した。FFAカップのヴィクトリア州予選を兼ねたドッカーティ・カップにおいてサウス・スプリングヴェイルSCは、準々決勝で州プレミアリーグ所属のヒューム・シティFCとアウェイで対戦し、3対0で下した。準決勝ではセント・アルバンズ・セインツSCとアウェイで戦い、最終的にPK戦によって9対8で勝利した。決勝は中立地レイクサイド・スタジアムでメルボルン・ナイツFCと対戦し、延長戦の末に0対1で敗れた。この結果、ドッカーティ・カップは準優勝となり、上位4チームに入ったためクラブ史上初めてFFAカップへの出場権を獲得した。
2014年FFAカップ本戦に出場したサウス・スプリングヴェイルSCは7月29日のトーナメント1回戦、メルボルンでサウス・カーディフFCと対戦。2度のリードを許すも後半33分に同点とし、最終的にPK戦の結果4対3で勝利した。ラウンド16では9月12日に敵地ゴールドコーストでパーム・ビーチSCと対戦。後半36分に決勝点を許し、0対1で敗れた。

## 名誉
- ドカッティ・カップ - 準優勝: 2014年
- ヴィクトリア州リーグ3部南東ブロック - 準優勝: 2002年、2010年
- ヴィクトリア州リーグ4部 - 優勝: 1995年
- ヴィクトリア州地域リーグ1部 - 優勝: 1991年
- ヴィクトリア州地域リーグ2部 - 優勝: 1990年
- ヴィクトリア州地域リーグ3部 - 準優勝: 1988年[2]
- ヴィクトリア州リーグ選手権カップ - 優勝: 1994年[3]